# Sarah Stratigakis
Sarah Anne Stratigakis (* 7. März 1999 in Scarborough, Ontario) ist eine kanadische Fußballspielerin.

## Karriere

### Vereine
Stratigakis begann für den in Woodbridge, einem Stadtbezirk von Vaughan nördlich von Toronto, ansässigen und semiprofessionellen Woodbridge Strikers Soccer Club mit dem Fußballspielen; in der seit 2015 für Frauen gegründeten League1 Ontario. Im weiteren Verlauf nach Aurora in die York Region gelangt, spielte sie für den Ligakonkurrenten und ebenfalls semiprofessionellen Aurora United FC Fußball; zuletzt bis ins Jahr 2017 für den in Unionville ansässigen Unionville Milliken SC.
Mit ihrem Abschluss an der Bill Crothers-Secondary School begab sie sich in die Vereinigten Staaten an die University of Michigan in Ann Arbor um ein Studium mit Schwerpunkt Sportmanagement an der, der Bildungseinrichtung angegliederten, School of Kinesiology zu beginnen. Während ihrer Studienzeit von 2017 bis 2021 kam sie auch für das Sport-Team der Bildungseinrichtung, den Wolverines, in 95 Meisterschaftsspielen in der Big Ten Conference innerhalb der NCAA Division I zum Einsatz, in denen sie 20 Tore erzielte. Ihr Debüt zum Saisonauftakt am 18. August 2017 beim 2:0-Sieg im Auswärtsspiel gegen die Huskies, dem Sport-Team der University of Washington, krönte sie in der achten Minute gleich mit ihrem ersten Tor, dem Führungstreffer zum 1:0.
Nach ihrem Studium begab sie sich nach Europa, um dort für den schwedischen Erstligisten Vittsjö GIK ihren Fußballsport fortzusetzen. In den beiden Spielzeiten 2022 und 2023 bestritt sie jeweils alle 26 Punktspiele, in denen sie insgesamt acht Tore erzielte. Ihr Debüt in der höchsten Spielklasse gab sie am 27. März 2022 beim 1:1-Unentschieden im Auswärtsspiel gegen den Linköpings FC und ihr erstes Tor erzielte sie am 8. Mai 2022 (7. Spieltag) beim 2:2-Unentschieden im Auswärtsspiel gegen den Hammarby IF mit dem Treffer zur 1:0-Führung in der sechsten Minute. Vom 28. Januar 2024 (12. Spieltag) bis zum 5. Mai 2024 (21. Spieltag) kam sie in sechs Punktspielen für den englischen Erstligisten Bristol City Women’s Football Club zum Einsatz, der am Saisonende als Letztplatzierter in die Women’s Championship absteigen musste.
Seit der Saison 2024/25 ist sie für den französischen Erstligisten AS Saint-Étienne aktiv.

### Nationalmannschaft
Im Alter von 14 Jahren wurde sie unter der seinerzeitigen Nationaltrainerin Bev Priestman in das kanadische Jugendprogramm aufgenommen. 2013 spielte sie erstmals in der U17-Nationalmannschaft, mit der sie vom 30. Oktober bis zum 9. November an der in Jamaika ausgetragenen CONCACAF U17-Meisterschaft teilnahm und mit ihr das Finale erreichte, dass mit 2:4 erst im Elfmeterschießen gegen die U17-Nationalmannschaft Mexikos verloren wurde. 2014 kam sie in allen drei Spielen der Gruppe B und im mit 2:3 gegen die U17-Nationalmannschaft Venezuelas verlorenen Viertelfinale der in Costa Rica ausgetragenen altersbezogenen Weltmeisterschaft zum Einsatz. Noch für die U15-Nationalmannschaft spielberechtigt, gewann sie mit ihr 2014 das Turnier um die CONCACAF U15-Meisterschaft mit dem 4:1-Sieg im Elfmeterschießen gegen die U15-Nationalmannschaft Haitis auf den Cayman Islands. Des Weiteren nahm sie am Fußballturnier im Rahmen der vom 10. bis 26. Juli 2015 in Toronto ausgetragenen Panamerikanischen Spiele teil und schloss das Turnier mit der U23-Nationalmannschaft auf Platz 4 ab. Im weiteren Verlauf nahm sie mit der U20-Nationalmannschaft an der altersbezogenen CONCACAF-Meisterschaft 2015 in Honduras teil und beendete es mit ihrer Mannschaft als unterlegener Finalist nach der 0:1-Niederlage gegen die US-amerikanische U20-Nationalmannschaft. Bei der in Jordanien vom 30. September bis zum 21. Oktober 2016 ausgetragenen U17-Weltmeisterschaft ereilte ihre Mannschaft das „Aus“ nach der Gruppenphase, so auch bei der Teilnahme ihrer Mannschaft an der Weltmeisterschaft 2016 in Papua-Neuguinea. Für die A-Nationalmannschaft debütierte sie im Alter von 17 Jahren, die am 4. Februar 2017 in Vancouver das in Freundschaft ausgetragene Länderspiel gegen die Nationalmannschaft Mexikos mit 3:2 gewann. Am 8. März 2017 gehörte sie der Mannschaft an, die das Finale im Turnier um den Algarve-Cup mit 0:1 gegen die Nationalmannschaft Spaniens im Estádio Algarve verlor; sie wurde einzig in diesem Spiel und mit Einwechslung für Desiree Scott in der Nachspielzeit eingesetzt. Ihr erstes A-Länderspieltor erzielte sie am 21. Februar 2021 in Orlando bei der Teilnahme ihrer Mannschaft am SheBelieves Cup mit dem 1:0-Siegtor in der zweiten Minute der Nachspielzeit.

## Erfolge
- Dritter SheBelieves Cup 2021
- Algarve-Cup-Finalist 2017
- Finalist CONCACAF U20-Meisterschaft 2015
- CONCACAF U15-Meister 2014
- Finalist CONCACAF U17-Meisterschaft 2013